# The North Saskatchewan Regiment
The North Saskatchewan Regiment, littéralement « Le Régiment du Nord de la Saskatchewan », abrégé en N Sask R, est un régiment d'infanterie de la Première réserve de l'Armée canadienne qui fait partie du 38e Groupe-brigade du Canada au sein de la 3e Division du Canada. Il est stationné à Saskatoon en Saskatchewan. De nos jours, le régiment comprend un bataillon d'infanterie et un corps de cornemuses.
En 1905, The 16th Mounted Rifles » furent créés à Saskatoon. En 1908, ceux-ci furent renommés en « The 16th Light Horse ». En 1912, c'était au tour du 105th Regiment "Fusiliers" d'être créé également à Saskatoon, suivi, l'année suivante, par The 52nd Regiment "Prince Albert Volunteers" à Prince Albert. En 1914, le « 105th Regiment "Fusiliers" » fut renommé en « 105h Regiment (Saskatoon Fusiliers) ».
En 1920, The 16th Mounted Rifles furent réorganisés en une unité de deux régiments et furent alors renommés en « 16th Canadian Light Horse ». Au même moment, le 105th Regiment (Saskatoon Fusiliers) fusionna avec The 52nd Regiment "Prince Albert Volunteers" pour former une unité appelée « The North Saskatchewan Regiment ». En 1924, cette dernière fut divisée en quatre régiments : The Yorkton Regiment (de nos jours, la 64e Batterie de campagne (en) de l'Artillerie royale canadienne), The Battleford Light Infantry, The Prince Albert Volunteers et The Saskatoon Light Infantry.
En 1936, le 16th Canadian Light Horse fusionna avec The Saskatchewan Mounted Rifles et fut renommé en « 16th/22nd Saskatchewan Horse ». Au même moment, The Saskatoon Light Infantry fusionna avec la compagnie C du 12th Machine Gun Battalion du Corps de mitrailleuses canadien et reçut alors la désignation de « The Saskatoon Light Infantry (Machine Gun) ». De plus, The Prince Albert Volunteers et The Battleford Light Infantry fusionnèrent et furent renommés en « The Prince Albert and Battleford Volunteers ».
En 1941, en devenant une unité d'infanterie, le 16th/22nd Saskatchewan Horse fut rebaptisé en « The Battleford Light Infantry (16th/22nd Saskatchewan Horse) ». La même année, The Prince Albert and Battleford Volunteers furent renommés en « The Prince Albert Volunteers ». En 1946, ces deux unités fusionnèrent et reçurent la désignation de « The Prince Albert and Battleford Volunteers ».
En 1954, ces derniers fusionnèrent avec le 50e Escadron de campagne du Génie royal canadien et devinrent « The Prince Albert and Battleford Volunteers (Machine Gun) ». L'année suivante, ils fusionnèrent avec The Saskatoon Light Infantry (Machine Gun) et furent renommés en « The North Saskatchewan Regiment (Machine Gun) » pour devenir un régiment de deux bataillons. En 1958, l'unité adopta son nom actuel. En 1970, les deux bataillons furent fusionnés pour former l'unité telle qu'on la connait de nos jours.
En plus de sa propre histoire et de celle des unités avec lesquelles il a fusionné, The North Saskatchewan Regiment perpétue l'héritage de deux unités de la rébellion du Nord-Ouest, les Moose Mountain Scouts et l'Infantry Company, Battleford Saskatchewan, ainsi que de sept unités du Corps expéditionnaire canadien (CEC) de la Première Guerre mondiale, le 1er Bataillon, Canadian Mounted Rifles, CEC, les 9e et 10e Régiment, Canadian Mounted Rifles, CEC ainsi que les 5e, 53e, 65e et 232e Bataillon « outre-mer », CEC.

## Rôle et organisation

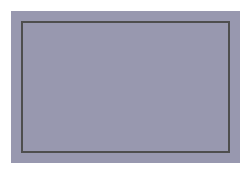
Insigne distinctif de la 3e Division du Canada

The North Saskatchewan Regiment est un régiment d'infanterie stationné à Saskatoon en Saskatchewan. Il fait partie du 38e Groupe-brigade du Canada, un groupe-brigade de la Première réserve de l'Armée canadienne qui fait lui-même partie de la 3e Division du Canada.
Tout comme c'est le cas pour les autres unités de la Première réserve de l'Armée canadienne, le rôle du North Saskatchewan Regiment est de former des soldats à temps partiel afin de servir de renfort lors des opérations des Forces armées canadiennes ainsi que d'être prêts pour le service actif pour appuyer les autorités civiles lors de catastrophes naturelles dans la région locale.

## Histoire

### Origines
Le 3 juillet 1905, The 16th Mounted Rifles furent créés à Regina en Saskatchewan. Le 1er octobre 1908, ceux-ci furent renommés en « The 16th Light Horse ».
Le 1er avril 1912, le 105th Regiment fut créé à Saskatoon en Saskatchewan. Le 16 septembre suivant, il fut renommé en « 105th Regiment "Fusiliers" » puis, le 15 avril 1914 en « 105th Regiment (Saskatoon Fusiliers) ».
Le 2 janvier 1913, un corps d'infanterie de huit compagnies fut créé à Prince Albert en Saskatchewan. Le 1er février suivant, celui fut nommé « The 52nd Regiment "Prince Albert Volunteers" ».

### Première Guerre mondiale
Dans la foulée de la Première Guerre mondiale, le 6 août 1914, des détachements du 16th Light Horse, du 52nd Regiment "Prince Albert Volunteers" et du 105th Regiment (Saskatoon Fusiliers) ont été mobilisés afin de fournir de la protection locale.

### Entre-deux-guerres
Le 15 mars 1920, le The 16th Light Horse fut renommé en « 16th Canadian Light Horse ». Au même moment, le 105th Regiment (Saskatoon Fusiliers) fusionna avec The 52nd Regiment "Prince Albert Volunteers" pour former une unité nommée « The North Saskatchwewan Regiment ». Le 15 mai 1924, cette dernière fut divisée en quatre régiments : The Yorkton Regiment (de nos jours, la 64e Batterie de campagne (en) de l'Artillerie royale canadienne), The Battleford Light Infantry, The Prince Albert Volunteers et The Saskatoon Light Infantry.
Le 15 mars 1936, le 16th Canadian Light Horse fusionna avec The Saskatchewan Mounted Rifles et la nouvelle unité reçut la désignation de « 16th/22nd Saskatchewan Horse ». Au même moment, The Prince Albert Volunteers et The Battleford Volunteers furent amalgamés et renommés en « The Prince Albert and Battleford Volunteers ». De plus, The Saskatoon Light Infantry fusionna avec le 12e Bataillon de mitrailleuses du Corps de mitrailleuses canadien et fut renommée en « The Saskatoon Light Infantry (Machine Gun) ».

### Seconde Guerre mondiale

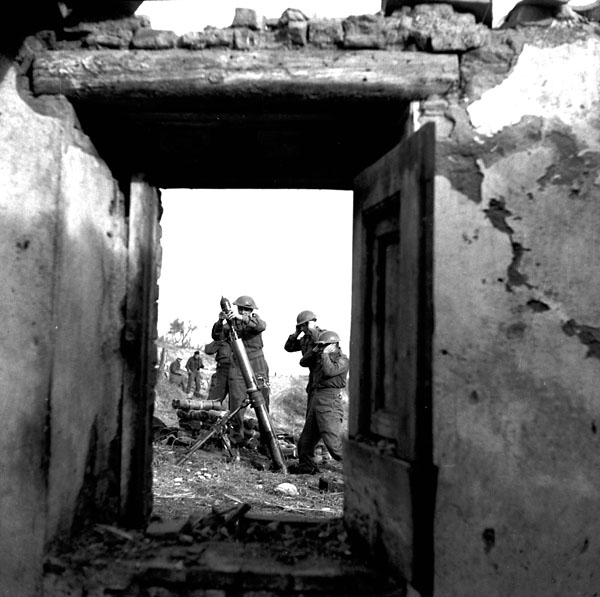
Des membres de la Saskatoon Light Infantry chargeant un mortier près d'Ortona en Italie le 5 janvier 1944 au cours de la Seconde Guerre mondiale

Lors de la Seconde Guerre mondiale, le 26 août 1939, des détachements des Prince Albert and Battleford Volunteers et de la Saskatoon Light Infantry (Machine Gun) mobilisèrent des éléments pour le service actif afin de fournir de la protection locale. Ceux-ci furent dissous le 31 décembre 1940.
Le 1er septembre 1939, The Saskatoon Light Infantry (Machine Gun) mobilisa un bataillon pour le service actif. Le 8 décembre 1939, celui-ci s'embarqua pour la Grande-Bretagne. Le 25 août 1941, il participa à l'expédition de Spitzbergen. Le 10 juillet suivant, il débarqua en Sicile, puis, le 3 septembre 1943, en Italie. Le 4 mars 1945, il débarqua en France où il servit jusqu'à la fin du conflit. Il fut officiellement dissous le 15 octobre 1945.
Le 24 mai 1940, le 16th/22nd Saskatchewan Horse mobilisa un bataillon pour le service actif. Le 1er avril 1941, ce régiment fut converti en un régiment d'infanterie et, le 1er mai suivant, il fut renommé en « The Battleford Light Infantry (16th/22nd Saskatchewan Horse) ». Le même jour, The Prince Albert and Battleford Volunteers furent renommés en « The Prince Albert Volunteers ». De son côté, le 26 janvier 1942, le bataillon en service actif reçut la désignation de « 20th Reconnaissance Battalion (16/22 Saskatchewan Horse) ». Le 15 mai de la même année, il fut à nouveau renommé pour devenir le « 20th Army Tank Regiment (16/22 Saskatchewan Horse) ». Il fut officiellement dissous le 1er novembre 1943.
Le 5 mars 1942, The Prince Albert and Battleford Volunteers mobilisèrent un bataillon le service actif. Celui-ci servit pour la défense territoriale au Canada. Il fut officiellement dissous le 30 novembre 1945.
Le 1er juin 1945, The Saskatoon Light Infantry (Machine Gun) mobilisa trois compagnies de canon pour servir dans le théâtre du Pacifique. Elles furent officiellement dissoutes le 1er novembre 1945.

### Histoire récente (depuis 1946)
Le 1er avril 1946, The Battleford Light Infantry (16hth/22nd Saskatchewan Horse) fusionna avec The Prince Albert Volunteers pour devenir « The Prince Albert and Battleford Volunteers ». Le 1er septembre 1954, ces derniers fusionnèrent avec le 50e Escadron du Génie royal canadien et furent renommés « The Prince Albert and Battleford Voluntters (Machine Gun) ». Le 17 février 1955, ces derniers fusionnèrent avec The Saskatoon Light Infantry (Machine Gun). L'unité reçut alors la désignation de « The North Saskatchewan Regiment (Machine Gun) » et fut organisée en tant qu'une unité à deux bataillons. Le 11 avril 1958, le régiment adopta son nom actuel, soit « The North Saskatchewan Regiment ». Le 1er septembre 1970, les deux bataillons du régiment furent fusionnés.

## Lignée
| The 16th Mounted Rifles (3 juillet 1905)                                                  |                                                                                           |                                                                                           |                                                                                           | |                                                                                           |                                                      |                                                      |                                                      |                                                      |                                                      |                                                      |                                                                 |                                                |                                                                 |                                                                 |                                                                 |                                                                 |                                                                 |                                                                 |  |  | | | | | | |  |  |                                    |                                    |                                    |                                    |                                    |                                    |  |  |  |  |  |  |  |  |  |  |  |  |  |  |  |  |  |  |  |  |
|                                                                                           |                                                                                           |                                                                                           |                                                                                           | |                                                                                           |                                                      |                                                      |                                                      |                                                      |                                                      |                                                      |                                                                 |                                                |                                                                 |                                                                 |                                                                 |                                                                 |                                                                 |                                                                 |  |  | | | | | | |  |  |                                    |                                    |                                    |                                    |                                    |                                    |  |  |  |  |  |  |  |  |  |  |  |  |  |  |  |  |  |  |  |  |
| The 16th Light Horse (1er octobre 1908)                                                   |                                                                                           |                                                                                           |                                                                                           | |                                                                                           |                                                      |                                                      |                                                      |                                                      |                                                      |                                                      |                                                                 |                                                |                                                                 |                                                                 |                                                                 |                                                                 |                                                                 |                                                                 |  |  | | | | | | |  |  |                                    |                                    |                                    |                                    |                                    |                                    |  |  |  |  |  |  |  |  |  |  |  |  |  |  |  |  |  |  |  |  |
|                                                                                           |                                                                                           |                                                                                           |                                                                                           | |                                                                                           |                                                      |                                                      |                                                      |                                                      |                                                      |                                                      |                                                                 |                                                |                                                                 |                                                                 |                                                                 |                                                                 |                                                                 |                                                                 |  |  | | | | | | |  |  |                                    |                                    |                                    |                                    |                                    |                                    |  |  |  |  |  |  |  |  |  |  |  |  |  |  |  |  |  |  |  |  |
|                                                                                           |                                                                                           |                                                                                           |                                                                                           | |                                                                                           | 105th Regiment (1er avril 1912)                      |                                                      |                                                      |                                                      |                                                      |                                                      |                                                                 |                                                |                                                                 |                                                                 |                                                                 |                                                                 |                                                                 |                                                                 |  |  | | | | | | |  |  |                                    |                                    |                                    |                                    |                                    |                                    |  |  |  |  |  |  |  |  |  |  |  |  |  |  |  |  |  |  |  |  |
|                                                                                           |                                                                                           |                                                                                           |                                                                                           | |                                                                                           |                                                      |                                                      |                                                      |                                                      |                                                      |                                                      |                                                                 |                                                |                                                                 |                                                                 |                                                                 |                                                                 |                                                                 |                                                                 |  |  | | | | | | |  |  |                                    |                                    |                                    |                                    |                                    |                                    |  |  |  |  |  |  |  |  |  |  |  |  |  |  |  |  |  |  |  |  |
|                                                                                           |                                                                                           |                                                                                           |                                                                                           | |                                                                                           | 105th Regiment "Fusiliers" (16 septembre 1912)       | 105th Regiment "Fusiliers" (16 septembre 1912)       | 105th Regiment "Fusiliers" (16 septembre 1912)       | 105th Regiment "Fusiliers" (16 septembre 1912)       | 105th Regiment "Fusiliers" (16 septembre 1912)       | 105th Regiment "Fusiliers" (16 septembre 1912)       |                                                                 |                                                | Un corps d'infanterie sans nom (2 janvier 1913)                 | Un corps d'infanterie sans nom (2 janvier 1913)                 | Un corps d'infanterie sans nom (2 janvier 1913)                 | Un corps d'infanterie sans nom (2 janvier 1913)                 | Un corps d'infanterie sans nom (2 janvier 1913)                 | Un corps d'infanterie sans nom (2 janvier 1913)                 |  |  | | | | | | |  |  |                                    |                                    |                                    |                                    |                                    |                                    |  |  |  |  |  |  |  |  |  |  |  |  |  |  |  |  |  |  |  |  |
|                                                                                           |                                                                                           |                                                                                           |                                                                                           | |                                                                                           | 105th Regiment "Fusiliers" (16 septembre 1912)       | 105th Regiment "Fusiliers" (16 septembre 1912)       | 105th Regiment "Fusiliers" (16 septembre 1912)       | 105th Regiment "Fusiliers" (16 septembre 1912)       | 105th Regiment "Fusiliers" (16 septembre 1912)       | 105th Regiment "Fusiliers" (16 septembre 1912)       |                                                                 |                                                | Un corps d'infanterie sans nom (2 janvier 1913)                 | Un corps d'infanterie sans nom (2 janvier 1913)                 | Un corps d'infanterie sans nom (2 janvier 1913)                 | Un corps d'infanterie sans nom (2 janvier 1913)                 | Un corps d'infanterie sans nom (2 janvier 1913)                 | Un corps d'infanterie sans nom (2 janvier 1913)                 |  |  | | | | | | |  |  |                                    |                                    |                                    |                                    |                                    |                                    |  |  |  |  |  |  |  |  |  |  |  |  |  |  |  |  |  |  |  |  |
|                                                                                           |                                                                                           |                                                                                           |                                                                                           | |                                                                                           | 105th Regiment (Saskatoon Fusiliers) (15 avril 1914) | 105th Regiment (Saskatoon Fusiliers) (15 avril 1914) | 105th Regiment (Saskatoon Fusiliers) (15 avril 1914) | 105th Regiment (Saskatoon Fusiliers) (15 avril 1914) | 105th Regiment (Saskatoon Fusiliers) (15 avril 1914) | 105th Regiment (Saskatoon Fusiliers) (15 avril 1914) |                                                                 |                                                | The 52nd Regiment "Prince Albert Volunteers" (1er février 1913) | The 52nd Regiment "Prince Albert Volunteers" (1er février 1913) | The 52nd Regiment "Prince Albert Volunteers" (1er février 1913) | The 52nd Regiment "Prince Albert Volunteers" (1er février 1913) | The 52nd Regiment "Prince Albert Volunteers" (1er février 1913) | The 52nd Regiment "Prince Albert Volunteers" (1er février 1913) |  |  | | | | | | |  |  |                                    |                                    |                                    |                                    |                                    |                                    |  |  |  |  |  |  |  |  |  |  |  |  |  |  |  |  |  |  |  |  |
|                                                                                           |                                                                                           |                                                                                           |                                                                                           | |                                                                                           | 105th Regiment (Saskatoon Fusiliers) (15 avril 1914) | 105th Regiment (Saskatoon Fusiliers) (15 avril 1914) | 105th Regiment (Saskatoon Fusiliers) (15 avril 1914) | 105th Regiment (Saskatoon Fusiliers) (15 avril 1914) | 105th Regiment (Saskatoon Fusiliers) (15 avril 1914) | 105th Regiment (Saskatoon Fusiliers) (15 avril 1914) |                                                                 |                                                | The 52nd Regiment "Prince Albert Volunteers" (1er février 1913) | The 52nd Regiment "Prince Albert Volunteers" (1er février 1913) | The 52nd Regiment "Prince Albert Volunteers" (1er février 1913) | The 52nd Regiment "Prince Albert Volunteers" (1er février 1913) | The 52nd Regiment "Prince Albert Volunteers" (1er février 1913) | The 52nd Regiment "Prince Albert Volunteers" (1er février 1913) |  |  | | | | | | |  |  |                                    |                                    |                                    |                                    |                                    |                                    |  |  |  |  |  |  |  |  |  |  |  |  |  |  |  |  |  |  |  |  |
|                                                                                           |                                                                                           |                                                                                           |                                                                                           | |                                                                                           |                                                      |                                                      |                                                      |                                                      |                                                      |                                                      |                                                                 |                                                |                                                                 |                                                                 |                                                                 |                                                                 |                                                                 |                                                                 |  |  | | | | | | |  |  |                                    |                                    |                                    |                                    |                                    |                                    |  |  |  |  |  |  |  |  |  |  |  |  |  |  |  |  |  |  |  |  |
| 16th Canadian Light Horse (15 mars 1920)                                                  | 16th Canadian Light Horse (15 mars 1920)                                                  | 16th Canadian Light Horse (15 mars 1920)                                                  | 16th Canadian Light Horse (15 mars 1920)                                                  | 16th Canadian Light Horse (15 mars 1920)                                                                                             | 16th Canadian Light Horse (15 mars 1920)                                                  |                                                      |                                                      |                                                      |                                                      | The North Saskatchewan Regiment (15 mars 1920)       | The North Saskatchewan Regiment (15 mars 1920)       | The North Saskatchewan Regiment (15 mars 1920)                  | The North Saskatchewan Regiment (15 mars 1920) | The North Saskatchewan Regiment (15 mars 1920)                  | The North Saskatchewan Regiment (15 mars 1920)                  |                                                                 |                                                                 |                                                                 |                                                                 |  |  | | | | | | |  |  |                                    |                                    |                                    |                                    |                                    |                                    |  |  |  |  |  |  |  |  |  |  |  |  |  |  |  |  |  |  |  |  |
| 16th Canadian Light Horse (15 mars 1920)                                                  | 16th Canadian Light Horse (15 mars 1920)                                                  | 16th Canadian Light Horse (15 mars 1920)                                                  | 16th Canadian Light Horse (15 mars 1920)                                                  | 16th Canadian Light Horse (15 mars 1920)                                                                                             | 16th Canadian Light Horse (15 mars 1920)                                                  |                                                      |                                                      |                                                      |                                                      | The North Saskatchewan Regiment (15 mars 1920)       | The North Saskatchewan Regiment (15 mars 1920)       | The North Saskatchewan Regiment (15 mars 1920)                  | The North Saskatchewan Regiment (15 mars 1920) | The North Saskatchewan Regiment (15 mars 1920)                  | The North Saskatchewan Regiment (15 mars 1920)                  |                                                                 |                                                                 |                                                                 |                                                                 |  |  | | | | | | |  |  |                                    |                                    |                                    |                                    |                                    |                                    |  |  |  |  |  |  |  |  |  |  |  |  |  |  |  |  |  |  |  |  |
|                                                                                           |                                                                                           |                                                                                           |                                                                                           | |                                                                                           |                                                      |                                                      |                                                      |                                                      |                                                      |                                                      |                                                                 |                                                |                                                                 |                                                                 |                                                                 |                                                                 |                                                                 |                                                                 |  |  | | | | | | |  |  |                                    |                                    |                                    |                                    |                                    |                                    |  |  |  |  |  |  |  |  |  |  |  |  |  |  |  |  |  |  |  |  |
|                                                                                           |                                                                                           |                                                                                           |                                                                                           | |                                                                                           | The Battleford Light Infantry (15 mai 1924)          | The Battleford Light Infantry (15 mai 1924)          | The Battleford Light Infantry (15 mai 1924)          | The Battleford Light Infantry (15 mai 1924)          | The Battleford Light Infantry (15 mai 1924)          | The Battleford Light Infantry (15 mai 1924)          |                                                                 |                                                | The Prince Albert Volunteers (15 mai 1924)                      | The Prince Albert Volunteers (15 mai 1924)                      | The Prince Albert Volunteers (15 mai 1924)                      | The Prince Albert Volunteers (15 mai 1924)                      | The Prince Albert Volunteers (15 mai 1924)                      | The Prince Albert Volunteers (15 mai 1924)                      |  |  | The Saskatoon Light Infantry (15 mai 1924)                                                                | The Saskatoon Light Infantry (15 mai 1924)                                                                | The Saskatoon Light Infantry (15 mai 1924)                                                                | The Saskatoon Light Infantry (15 mai 1924)                                                                | The Saskatoon Light Infantry (15 mai 1924)                                                                | The Saskatoon Light Infantry (15 mai 1924)                                                                |  |  | The Yorkton Regiment (15 mai 1924) | The Yorkton Regiment (15 mai 1924) | The Yorkton Regiment (15 mai 1924) | The Yorkton Regiment (15 mai 1924) | The Yorkton Regiment (15 mai 1924) | The Yorkton Regiment (15 mai 1924) |  |  |  |  |  |  |  |  |  |  |  |  |  |  |  |  |  |  |  |  |
|                                                                                           |                                                                                           |                                                                                           |                                                                                           | |                                                                                           | The Battleford Light Infantry (15 mai 1924)          | The Battleford Light Infantry (15 mai 1924)          | The Battleford Light Infantry (15 mai 1924)          | The Battleford Light Infantry (15 mai 1924)          | The Battleford Light Infantry (15 mai 1924)          | The Battleford Light Infantry (15 mai 1924)          |                                                                 |                                                | The Prince Albert Volunteers (15 mai 1924)                      | The Prince Albert Volunteers (15 mai 1924)                      | The Prince Albert Volunteers (15 mai 1924)                      | The Prince Albert Volunteers (15 mai 1924)                      | The Prince Albert Volunteers (15 mai 1924)                      | The Prince Albert Volunteers (15 mai 1924)                      |  |  | The Saskatoon Light Infantry (15 mai 1924)                                                                | The Saskatoon Light Infantry (15 mai 1924)                                                                | The Saskatoon Light Infantry (15 mai 1924)                                                                | The Saskatoon Light Infantry (15 mai 1924)                                                                | The Saskatoon Light Infantry (15 mai 1924)                                                                | The Saskatoon Light Infantry (15 mai 1924)                                                                |  |  | The Yorkton Regiment (15 mai 1924) | The Yorkton Regiment (15 mai 1924) | The Yorkton Regiment (15 mai 1924) | The Yorkton Regiment (15 mai 1924) | The Yorkton Regiment (15 mai 1924) | The Yorkton Regiment (15 mai 1924) |  |  |  |  |  |  |  |  |  |  |  |  |  |  |  |  |  |  |  |  |
|                                                                                           |                                                                                           |                                                                                           |                                                                                           | |                                                                                           |                                                      |                                                      |                                                      |                                                      |                                                      |                                                      |                                                                 |                                                |                                                                 |                                                                 |                                                                 |                                                                 |                                                                 |                                                                 |  |  | | | | | | |  |  |                                    |                                    |                                    |                                    |                                    |                                    |  |  |  |  |  |  |  |  |  |  |  |  |  |  |  |  |  |  |  |  |
| 16th/22nd Saskatchewan Horse (15 mars 1936) (fusion avec The Saskatchewan Mounted Rifles) | 16th/22nd Saskatchewan Horse (15 mars 1936) (fusion avec The Saskatchewan Mounted Rifles) | 16th/22nd Saskatchewan Horse (15 mars 1936) (fusion avec The Saskatchewan Mounted Rifles) | 16th/22nd Saskatchewan Horse (15 mars 1936) (fusion avec The Saskatchewan Mounted Rifles) | 16th/22nd Saskatchewan Horse (15 mars 1936) (fusion avec The Saskatchewan Mounted Rifles)                                            | 16th/22nd Saskatchewan Horse (15 mars 1936) (fusion avec The Saskatchewan Mounted Rifles) |                                                      |                                                      |                                                      |                                                      | The North Saskatchewan Regiment (15 mars 1936)       | The North Saskatchewan Regiment (15 mars 1936)       | The North Saskatchewan Regiment (15 mars 1936)                  | The North Saskatchewan Regiment (15 mars 1936) | The North Saskatchewan Regiment (15 mars 1936)                  | The North Saskatchewan Regiment (15 mars 1936)                  |                                                                 |                                                                 |                                                                 |                                                                 |  |  | The Saskatoon Light Infantry (Machine Gun) (15 mars 1936) (fusion avec le 12e Bataillon de mitrailleuses) | The Saskatoon Light Infantry (Machine Gun) (15 mars 1936) (fusion avec le 12e Bataillon de mitrailleuses) | The Saskatoon Light Infantry (Machine Gun) (15 mars 1936) (fusion avec le 12e Bataillon de mitrailleuses) | The Saskatoon Light Infantry (Machine Gun) (15 mars 1936) (fusion avec le 12e Bataillon de mitrailleuses) | The Saskatoon Light Infantry (Machine Gun) (15 mars 1936) (fusion avec le 12e Bataillon de mitrailleuses) | The Saskatoon Light Infantry (Machine Gun) (15 mars 1936) (fusion avec le 12e Bataillon de mitrailleuses) |  |  |                                    |                                    |                                    |                                    |                                    |                                    |  |  |  |  |  |  |  |  |  |  |  |  |  |  |  |  |  |  |  |  |
| 16th/22nd Saskatchewan Horse (15 mars 1936) (fusion avec The Saskatchewan Mounted Rifles) | 16th/22nd Saskatchewan Horse (15 mars 1936) (fusion avec The Saskatchewan Mounted Rifles) | 16th/22nd Saskatchewan Horse (15 mars 1936) (fusion avec The Saskatchewan Mounted Rifles) | 16th/22nd Saskatchewan Horse (15 mars 1936) (fusion avec The Saskatchewan Mounted Rifles) | 16th/22nd Saskatchewan Horse (15 mars 1936) (fusion avec The Saskatchewan Mounted Rifles)                                            | 16th/22nd Saskatchewan Horse (15 mars 1936) (fusion avec The Saskatchewan Mounted Rifles) |                                                      |                                                      |                                                      |                                                      | The North Saskatchewan Regiment (15 mars 1936)       | The North Saskatchewan Regiment (15 mars 1936)       | The North Saskatchewan Regiment (15 mars 1936)                  | The North Saskatchewan Regiment (15 mars 1936) | The North Saskatchewan Regiment (15 mars 1936)                  | The North Saskatchewan Regiment (15 mars 1936)                  |                                                                 |                                                                 |                                                                 |                                                                 |  |  | The Saskatoon Light Infantry (Machine Gun) (15 mars 1936) (fusion avec le 12e Bataillon de mitrailleuses) | The Saskatoon Light Infantry (Machine Gun) (15 mars 1936) (fusion avec le 12e Bataillon de mitrailleuses) | The Saskatoon Light Infantry (Machine Gun) (15 mars 1936) (fusion avec le 12e Bataillon de mitrailleuses) | The Saskatoon Light Infantry (Machine Gun) (15 mars 1936) (fusion avec le 12e Bataillon de mitrailleuses) | The Saskatoon Light Infantry (Machine Gun) (15 mars 1936) (fusion avec le 12e Bataillon de mitrailleuses) | The Saskatoon Light Infantry (Machine Gun) (15 mars 1936) (fusion avec le 12e Bataillon de mitrailleuses) |  |  |                                    |                                    |                                    |                                    |                                    |                                    |  |  |  |  |  |  |  |  |  |  |  |  |  |  |  |  |  |  |  |  |
| The Battleford Light Infantry (16th/22nd Saskatchewan Horse) (1er mai 1941)               | The Battleford Light Infantry (16th/22nd Saskatchewan Horse) (1er mai 1941)               | The Battleford Light Infantry (16th/22nd Saskatchewan Horse) (1er mai 1941)               | The Battleford Light Infantry (16th/22nd Saskatchewan Horse) (1er mai 1941)               | The Battleford Light Infantry (16th/22nd Saskatchewan Horse) (1er mai 1941)                                                          | The Battleford Light Infantry (16th/22nd Saskatchewan Horse) (1er mai 1941)               |                                                      |                                                      |                                                      |                                                      | The Prince Albert Volunteers (1er mai 1941)          | The Prince Albert Volunteers (1er mai 1941)          | The Prince Albert Volunteers (1er mai 1941)                     | The Prince Albert Volunteers (1er mai 1941)    | The Prince Albert Volunteers (1er mai 1941)                     | The Prince Albert Volunteers (1er mai 1941)                     |                                                                 |                                                                 |                                                                 |                                                                 |  |  | | | | | | |  |  |                                    |                                    |                                    |                                    |                                    |                                    |  |  |  |  |  |  |  |  |  |  |  |  |  |  |  |  |  |  |  |  |
| The Battleford Light Infantry (16th/22nd Saskatchewan Horse) (1er mai 1941)               | The Battleford Light Infantry (16th/22nd Saskatchewan Horse) (1er mai 1941)               | The Battleford Light Infantry (16th/22nd Saskatchewan Horse) (1er mai 1941)               | The Battleford Light Infantry (16th/22nd Saskatchewan Horse) (1er mai 1941)               | The Battleford Light Infantry (16th/22nd Saskatchewan Horse) (1er mai 1941)                                                          | The Battleford Light Infantry (16th/22nd Saskatchewan Horse) (1er mai 1941)               |                                                      |                                                      |                                                      |                                                      | The Prince Albert Volunteers (1er mai 1941)          | The Prince Albert Volunteers (1er mai 1941)          | The Prince Albert Volunteers (1er mai 1941)                     | The Prince Albert Volunteers (1er mai 1941)    | The Prince Albert Volunteers (1er mai 1941)                     | The Prince Albert Volunteers (1er mai 1941)                     |                                                                 |                                                                 |                                                                 |                                                                 |  |  | | | | | | |  |  |                                    |                                    |                                    |                                    |                                    |                                    |  |  |  |  |  |  |  |  |  |  |  |  |  |  |  |  |  |  |  |  |
|                                                                                           |                                                                                           |                                                                                           |                                                                                           | |                                                                                           |                                                      |                                                      |                                                      |                                                      |                                                      |                                                      |                                                                 |                                                |                                                                 |                                                                 |                                                                 |                                                                 |                                                                 |                                                                 |  |  | | | | | | |  |  |                                    |                                    |                                    |                                    |                                    |                                    |  |  |  |  |  |  |  |  |  |  |  |  |  |  |  |  |  |  |  |  |
|                                                                                           |                                                                                           |                                                                                           |                                                                                           | The Prince Albert and Battleford Volunteers (1er avril 1946)                                                                         |                                                                                           |                                                      |                                                      |                                                      |                                                      |                                                      |                                                      |                                                                 |                                                |                                                                 |                                                                 |                                                                 |                                                                 |                                                                 |                                                                 |  |  | | | | | | |  |  |                                    |                                    |                                    |                                    |                                    |                                    |  |  |  |  |  |  |  |  |  |  |  |  |  |  |  |  |  |  |  |  |
|                                                                                           |                                                                                           |                                                                                           |                                                                                           | |                                                                                           |                                                      |                                                      |                                                      |                                                      |                                                      |                                                      |                                                                 |                                                |                                                                 |                                                                 |                                                                 |                                                                 |                                                                 |                                                                 |  |  | | | | | | |  |  |                                    |                                    |                                    |                                    |                                    |                                    |  |  |  |  |  |  |  |  |  |  |  |  |  |  |  |  |  |  |  |  |
|                                                                                           |                                                                                           |                                                                                           |                                                                                           | The Prince Albert and Battleford Volunteers (Machine Gun) (1er septembre 1954) (fusion avec le 50e Escadron du Génie royal canadien) |                                                                                           |                                                      |                                                      |                                                      |                                                      |                                                      |                                                      |                                                                 |                                                |                                                                 |                                                                 |                                                                 |                                                                 |                                                                 |                                                                 |  |  | | | | | | |  |  |                                    |                                    |                                    |                                    |                                    |                                    |  |  |  |  |  |  |  |  |  |  |  |  |  |  |  |  |  |  |  |  |
|                                                                                           |                                                                                           |                                                                                           |                                                                                           | |                                                                                           |                                                      |                                                      |                                                      |                                                      |                                                      |                                                      |                                                                 |                                                |                                                                 |                                                                 |                                                                 |                                                                 |                                                                 |                                                                 |  |  | | | | | | |  |  |                                    |                                    |                                    |                                    |                                    |                                    |  |  |  |  |  |  |  |  |  |  |  |  |  |  |  |  |  |  |  |  |
|                                                                                           |                                                                                           |                                                                                           |                                                                                           | |                                                                                           |                                                      |                                                      |                                                      |                                                      |                                                      |                                                      |                                                                 |                                                |                                                                 |                                                                 |                                                                 |                                                                 |                                                                 |                                                                 |  |  | | | | | | |  |  |                                    |                                    |                                    |                                    |                                    |                                    |  |  |  |  |  |  |  |  |  |  |  |  |  |  |  |  |  |  |  |  |
|                                                                                           |                                                                                           |                                                                                           |                                                                                           | |                                                                                           |                                                      |                                                      |                                                      |                                                      |                                                      |                                                      | The North Saskatchewan Regiment (Machine Gun) (17 février 1955) |                                                |                                                                 |                                                                 |                                                                 |                                                                 |                                                                 |                                                                 |  |  | | | | | | |  |  |                                    |                                    |                                    |                                    |                                    |                                    |  |  |  |  |  |  |  |  |  |  |  |  |  |  |  |  |  |  |  |  |
|                                                                                           |                                                                                           |                                                                                           |                                                                                           | |                                                                                           |                                                      |                                                      |                                                      |                                                      |                                                      |                                                      |                                                                 |                                                |                                                                 |                                                                 |                                                                 |                                                                 |                                                                 |                                                                 |  |  | | | | | | |  |  |                                    |                                    |                                    |                                    |                                    |                                    |  |  |  |  |  |  |  |  |  |  |  |  |  |  |  |  |  |  |  |  |
|                                                                                           |                                                                                           |                                                                                           |                                                                                           | |                                                                                           |                                                      |                                                      |                                                      |                                                      |                                                      |                                                      | The North Saskatchewan Regiment (11 avril 1958)                 |                                                |                                                                 |                                                                 |                                                                 |                                                                 |                                                                 |                                                                 |  |  | | | | | | |  |  |                                    |                                    |                                    |                                    |                                    |                                    |  |  |  |  |  |  |  |  |  |  |  |  |  |  |  |  |  |  |  |  |

## Perpétuations
En plus de sa propre histoire et de celle des unités avec lesquelles il a fusionné, The North Saskatchewan Regiment perpétue l'héritage de deux unités de la rébellion du Nord-Ouest, les Moose Mountain Scouts et l'Infantry Company, Battleford Saskatchewan, ainsi que de sept unités du Corps expéditionnaire canadien (CEC) de la Première Guerre mondiale, le 1er Bataillon, Canadian Mounted Rifles, CEC, les 9e et 10e Régiment, Canadian Mounted Rifles, CEC ainsi que les 5e, 53e, 65e et 232e Bataillon « outre-mer », CEC.

### Infantry Company, Battleford, Saskatchewan
Le 10 avril 1885, une compagnie d'infanterie fut levée à Battleford. Celle-ci servit au sein de la colonne de Battleford lors de la campagne de la rébellion du Nord-Ouest. Le 18 septembre de la même année, elle fut dissoute. Le 1er juillet 1932, The Battleford Light Infantry fut autorisé à perpétuer son héritage.

### Moose Moutain Scouts
Le 24 avril 1885, les Moose Mountain Scouts furent levés. Ils servirent au sein des troupes de ligne de communication lors de la campagne de la rébellion du Nord-Ouest. Le 18 septembre de la même année, ils furent dissous. Le 16 mars 1932, le 16th Canadian Light Horse  fut autorisé à perpétuer leur héritage.